# Jenkinsia
Jenkinsia is een geslacht van straalvinnige vissen uit de familie van haringen (Clupeidae).

## Soorten
- Jenkinsia lamprotaenia (Gosse, 1851)
- Jenkinsia majua Whitehead, 1963
- Jenkinsia parvula Cervigón & Velazquez, 1978
- Jenkinsia stolifera (Jordan & Gilbert, 1884)